# AS Inter Star
AS Inter Star is een Burundese voetbalclub uit de hoofdstad Bujumbura.

## Palmares
- Premier League

Winnaars (3) : 1991,2005,2008
- Beker van Burundi

Winnaars (1) : 1990

### CAFcompetities
- CAF Champions League : 3 deelnames
  - 2006 - Eerste ronde
  - 2008 - Voorrondes
  - 2009 - Voorrondes

- CAF Confederation Cup : 2 deelnames
  - 2008 - Voorrondes
  - 2011 - n.n.b

## Bekende (ex-)spelers
- Vladimir Niyonkuru
- Faty Papy